# Onosma intricatum
Onosma intricatum är en strävbladig växtart som beskrevs av Harald Harold Udo von Riedl och Freitag. Onosma intricatum ingår i släktet Onosma och familjen strävbladiga växter. Inga underarter finns listade i Catalogue of Life.